# Oude Zaal
De Oude Zaal is de voormalige vergaderzaal van de Tweede Kamer aan het Binnenhof in Den Haag. De zaal is in 1777 gebouwd als balzaal van het nieuwe paleis van stadhouder Willem V van Oranje-Nassau. 

## Geschiedenis

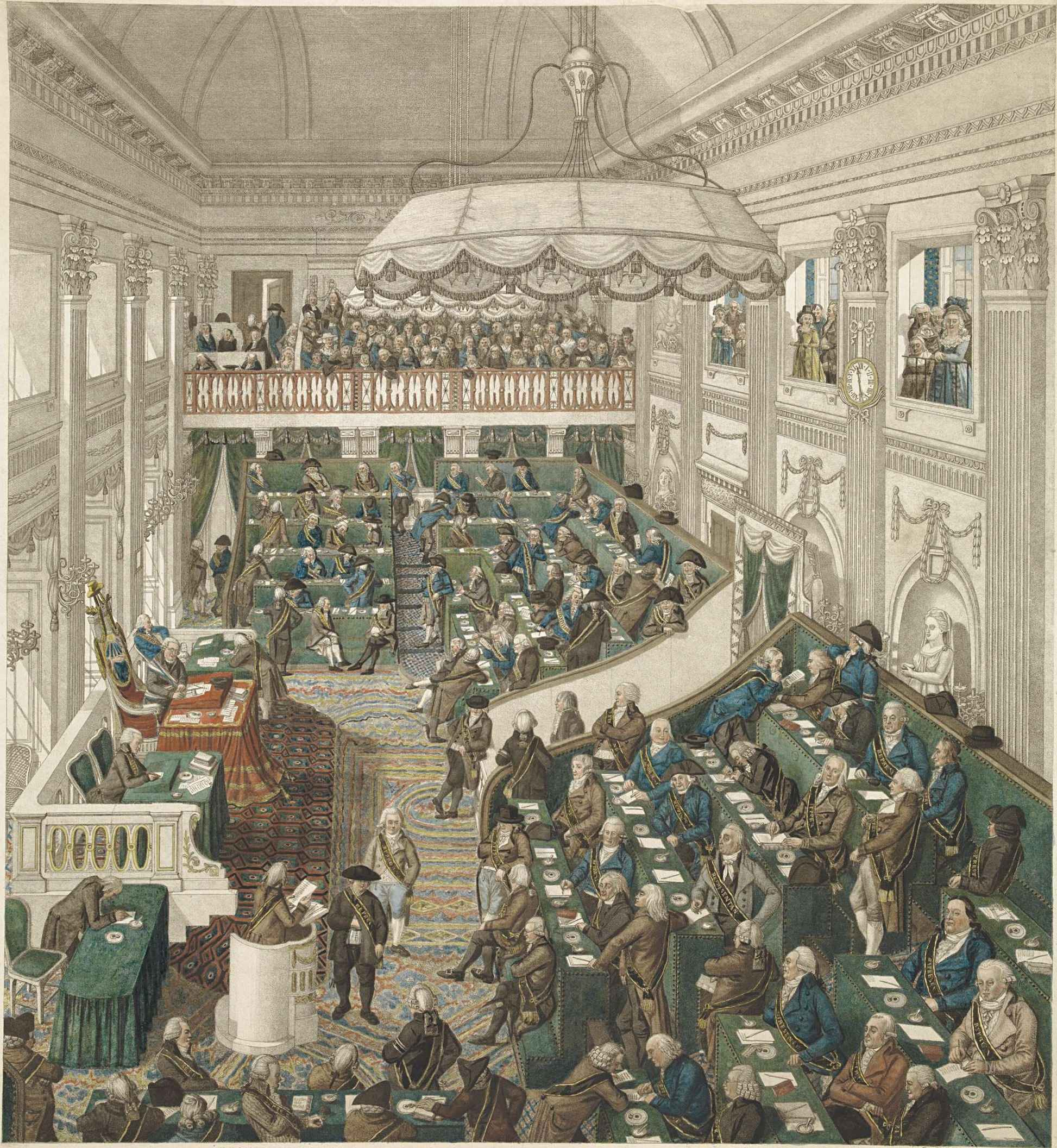
Nationale Vergadering (1796-1797)

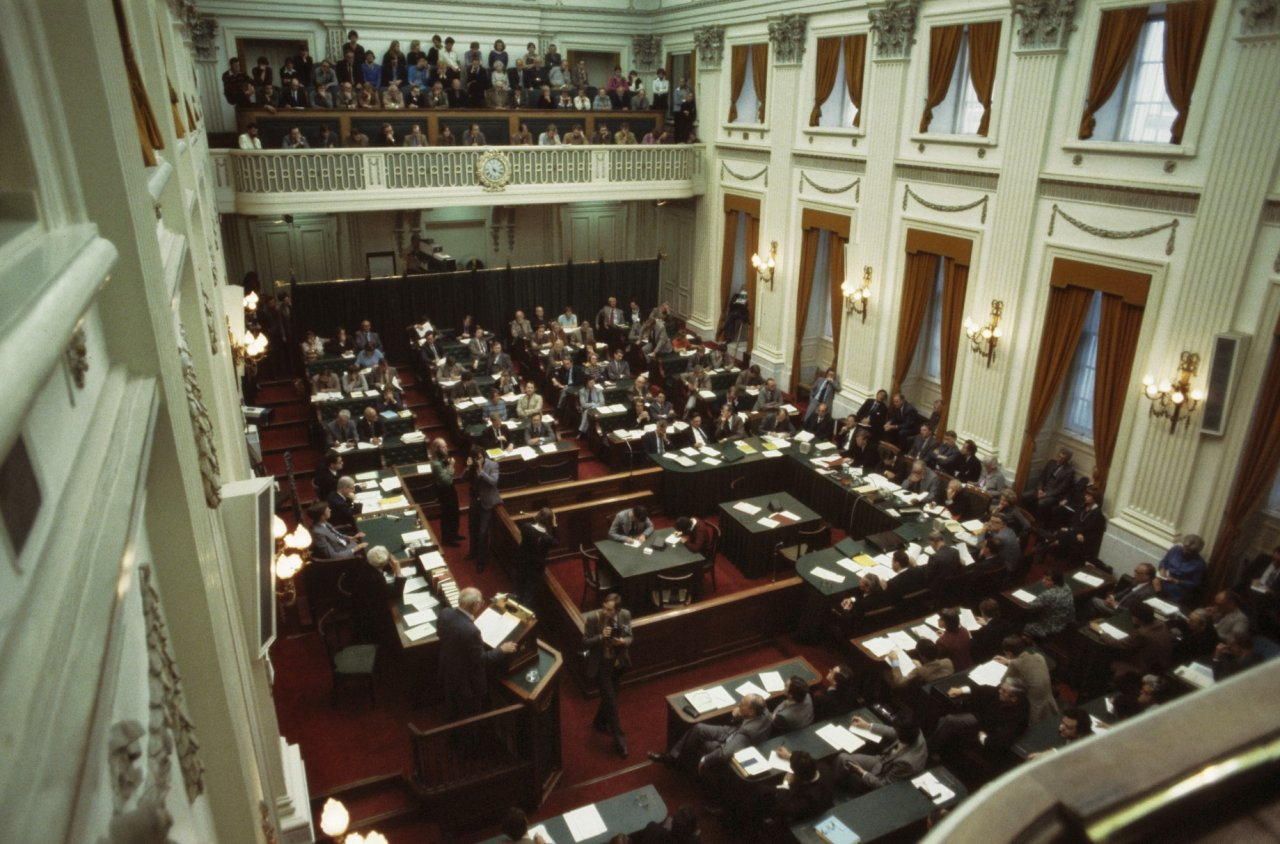
Algemene beschouwingen in de Oude Zaal, 10 juli 1980

Als balzaal is zij slechts tijdelijk en onregelmatig gebruikt. Vanaf 1 maart 1796 fungeerde zij als vergaderzaal van de Nationale Vergadering van de Bataafse Republiek.
Vanaf het verdwijnen van de Franse overheersing en met de komst van koning Willem I in 1815 werd deze zaal de vergaderzaal van de Tweede Kamer. Op 16 oktober 1815 opende hij in de balzaal de eerste gewone zitting van vergadering van de Staten Generaal. 

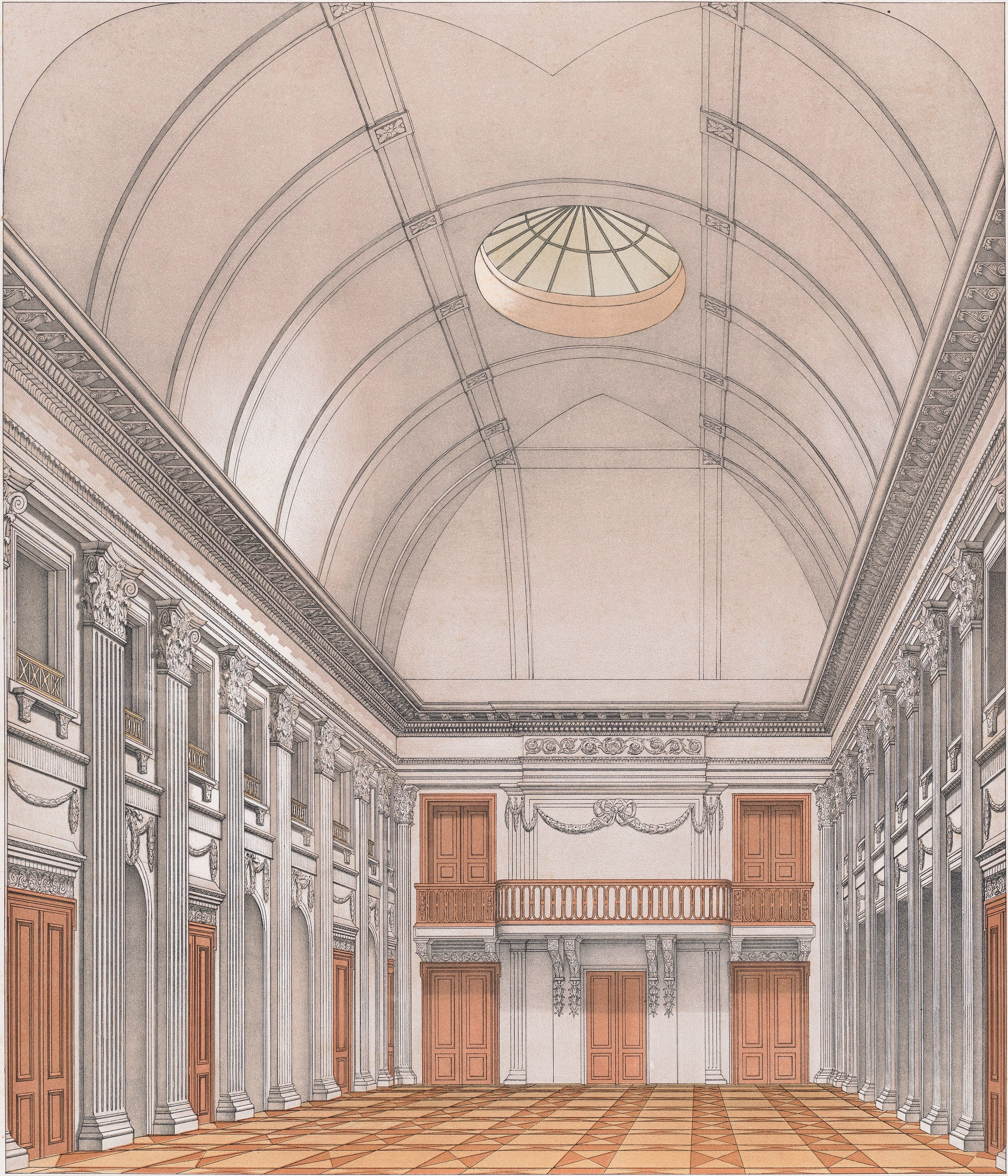
Interieur van de Zaal van de Tweede Kamer der Staten Generaal, 1879 (Stortenbeker & Heijligers)

Kamerleden spraken meer dan een eeuw lang de Kamer toe vanaf hun vaste stek in de vergaderzaal. De akoestiek was echter vanaf het begin erbarmelijk slecht. Dat leidde ertoe dat de Kamerleden vaak om de spreker kwamen staan om hem beter te kunnen horen. In 1849 werd in de vergaderzaal een stenografische dienst ingesteld. Hoewel de stenografen in het midden van de zaal werden neergezet, hadden ze vanwege de omstanders toch grote moeite om de spreker te verstaan. Vooral de stenografen drongen eropaan een spreekgestoelte te plaatsen, zodat de spreker boven de omstanders kwam te staan. Na veel discussie kwam die er in 1888, maar het werd pas in 1906 verplicht om daarvan gebruik te maken.
Gedurende 177 jaar vergaderde de Tweede Kamer in deze zaal, die na de uitbreiding van het aantal Kamerleden - van 100 naar 150 leden - in 1956 bekend werd als de zaal met de "krappe groene bankjes" omdat men er vanaf die tijd met drieën in zat. Daarnaast was de zaal bekend door de grote groene gordijnen waarachter vaak onder het genot van een sigaret of sigaar de zaken nog eens rustig werden doorgesproken - buiten het zicht van het publiek, waaronder journalisten en camera's.
In 1992 betrok de vergadering van de Tweede Kamer de nieuwe zaal, waarna de Oude Zaal werd gerenoveerd. Bij die renovatie is niet het oorspronkelijke karakter van de balzaal van het paleis van stadhouder Willem V teruggebracht, maar heeft men zich een vrij modern-klassieke vormgeving veroorloofd met een moderne kroonluchter en een veelkleurig tapijt van de kunstenaar Jan van den Dobbelsteen. De groene gordijnen verdwenen hierbij. De meeste groene bankjes zijn na de renovatie vernietigd om misbruik te voorkomen. Bij ProDemos en in de Van Someren-Downerzaal van de uitbreiding van de Tweede Kamer staan enkele bankjes opgesteld voor bezoekers.
De Oude Zaal wordt sinds de verbouwing van 1992 voornamelijk gebruikt voor recepties en politieke presentaties, zoals de presentatie van het regeerakkoord door het kabinet-Rutte III in 2017. In november 2019 stemde een meerderheid van de Tweede Kamer voor een voorstel om de Oude Zaal weer in oorspronkelijke stijl in te richten tijdens de geplande renovatie van het Binnenhof in 2021. Tijdens de coronacrisis in Nederland werd de Oude Zaal opnieuw ingezet als vergaderplek van de Tweede Kamer.